# Số Wolstenholme
Số Wolstenholme là số tự nhiên là tử số của số điều hoà tổng quát Hn,2.
Các số đầu tiên trong dãy là 1, 5, 49, 205, 5269, 5369, 266681, 1077749, ... (dãy số A007406 trong bảng OEIS).
Các số này được đặt tên theo Joseph Wolstenholme, người chứng minh định lý Wolstenholme trên các quan hệ đồng dư của các số điều hoà tổng quát.